# 1584

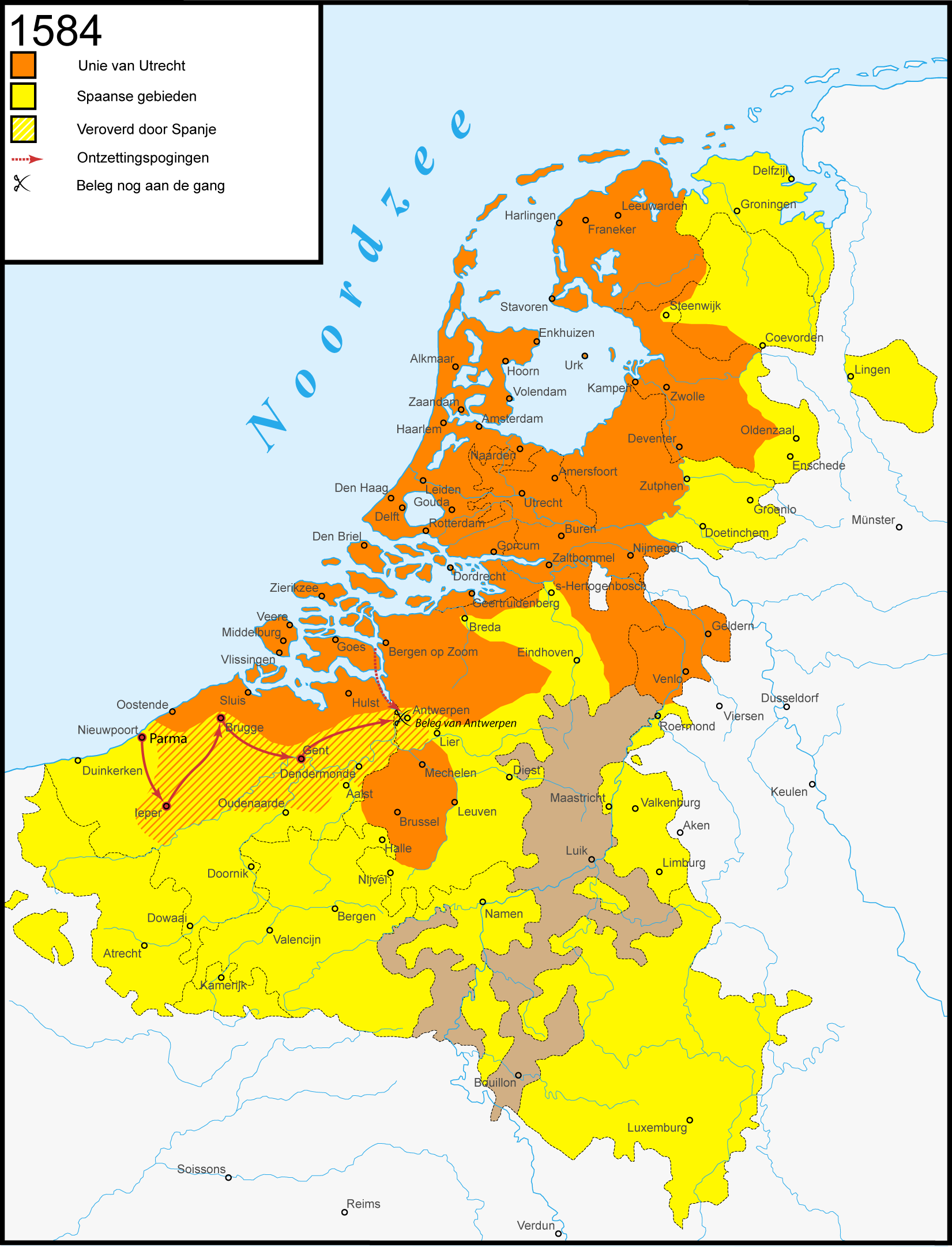
De Nederlandse Opstand in 1584.

Het jaar 1584 is het 84e jaar in de 16e eeuw volgens de christelijke jaartelling. Hoewel de gregoriaanse kalender in principe in 1582 al was ingevoerd, waren er landen die dat pas later deden en daarmee een overgangskalender hadden. In 1584 had Tsjechië een overgangskalender.

## Gebeurtenissen
januari
- 21 - Krachtens besluit van de Staten van Holland en van West Friesland moeten alle kloostergebouwen te Amsterdam en de aan de conventen toebehorende goederen, welke nog geen nieuwe eigenaren hebben gekregen, overgaan aan de stad. Voorwaarde is, dat de stedelijke regering voor alimentatie der kloosterlingen zorg draagt.

maart
- 31 - In Terborg vindt de slag bij Terborg plaats door Spaanse en Beierse legereenheden tegen het verzamelde leger van de Keulse bisschop Gebhard I van Waldburg. Een deel van het Keulse leger werd hierbij vernietigend verslagen.

juni
- 10- Met het overlijden van Frans van Anjou, jongere broer van koning Hendrik III, wordt de protestantse Hendrik van Navarra erfgenaam van de troon. Ook komt door de dood van Frans een einde aan de Franse steun voor de opstand in de Nederlanden.
- 13 - Admiraal Treslong wordt militair gouverneur van Oostende.

juli
- 10 - Willem van Oranje (bijgenaamd 'Willem de Zwijger') wordt in de hal van de Prinsenhof in Delft door een pistoolschot vermoord. Hij werd 51 jaar oud. Dader: Balthasar Gerards.

augustus
- 17 - Gent valt in handen van de Spanjaarden en er komt een einde aan de Gentse Republiek. Zo'n 4.000 meest protestantse Gentenaren wijken uit naar het noorden.
- 25 - De Staten-Generaal geven in het kader van de tactiek van de verschroeide aarde het bevel aan Joost de Soete en Adolf van Nieuwenaar om dorpen binnen de graafschap Zutphen en het landschap Twente plat te branden. Nadat Overijssel een schatting van 7100,- betaalde werd het branden en blaken weer gestaakt.

oktober
- oktober - Paulus Buys treedt af als landsadvocaat van de Staten van Holland. Hij wordt opgevolgd door de pensionaris van Rotterdam, Johan van Oldenbarnevelt.

zonder datum
- Formering van de Raad van State in de Noordelijke Nederlanden.
- Berchem wordt door de staatse troepen met de grond gelijk gemaakt, met uitzondering van het kasteel.
- Ivan IV van Rusland sticht de stad Archangelsk, destijds Ruslands enige uitgang naar zee.
- Fjodor I van Rusland volgt zijn vader, Ivan IV van Rusland, op als tsaar.
- Walter Raleigh exploreert Virginia.

## Muziek
- Publicatie van de Canzonette a tre voci van Claudio Monteverdi.

## Bouwkunst

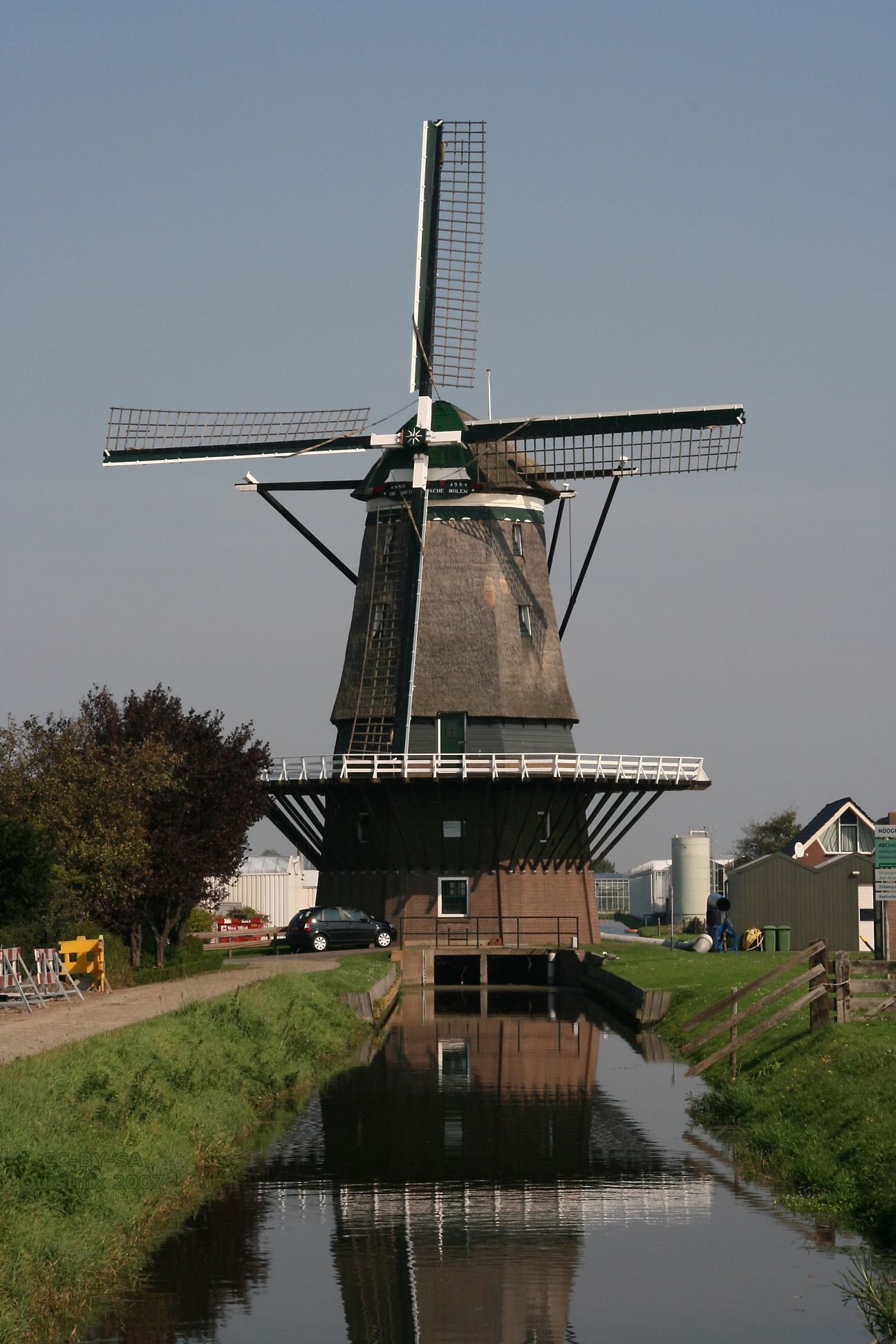
De Nieuwlandse Molen, Hoek van Holland (1584)

## Geboren
januari
- 29 - Frederik Hendrik van Oranje, prins van Oranje (1584-1647) en zoon van Willem van Oranje en Louise de Coligny (overleden 1647)

februari
- 12 - Casparus Barlaeus, Nederlands predikant, schrijver en dichter (overleden 1648)

datum onbekend
- William Baffin, Engels zeevaarder en cartograaf (overleden 1622)
- Francisco Correa de Arauxo, Spaans orgelcomponist (overleden 1654)

## Overleden
maart

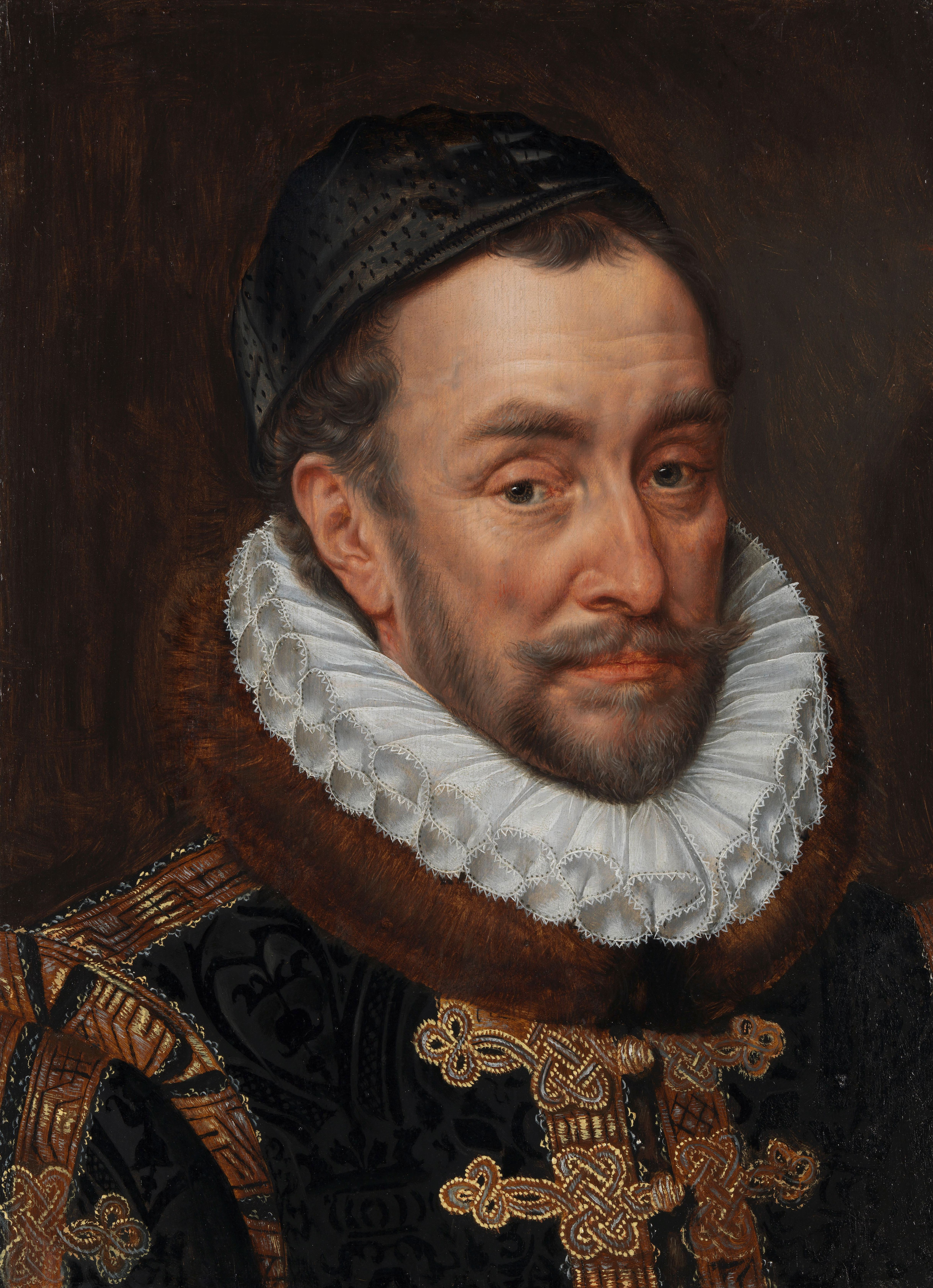
Willem van Oranje

- 5 - Filips V van Waldeck-Landau (~64), Duits graaf en kanunnik
- 10 - Thomas Norton (53), Engels jurist, politicus en dichter
- 18 - Ivan IV van Rusland (Ivan de Verschrikkelijke) (53), tsaar van Rusland

juni
- 10 - François Hercule de Valois (28), hertog van Anjou

juli
- 10 - Willem van Oranje (51), prins van Oranje (1533-1584)
- 10 - Francis Throckmorton (±30), Engels samenzweerder
- 13 - Balthasar Gerards (27), moordenaar van prins Willem van Oranje

september
- 30 - Jacques Dubrœucq (79?), Zuid-Nederlands beeldhouwer en architect

november
- 3 - Carolus Borromeüs (46), aartsbisschop van Milaan en kerkhervormer

datum onbekend
- Balthasar de Ayala (±36), Spaans rechtsgeleerde